# نانتيكوك (نيويورك)
نانتيكوك (بالإنجليزية: Nanticoke, New York)‏ هي بلدة أمريكية تقع في الولايات المتحدة في مقاطعة بروم، نيويورك. يقدر عدد سكانها بـ 1,672 نسمة ومساحتها 63.1 كم2 وترتفع عن سطح البحر 424 متر.